# Supercupa României la handbal feminin 2018-2019
Supercupa României la handbal feminin 2018–2019 a fost a 9-a ediție a competiției de handbal feminin românesc, organizată de Federația Română de Handbal (FRH) cu începere din 2007. Ediția 2018–2019 s-a desfășurat pe 25 august 2019, de la ora 17:30, în Sala Sporturilor „Dumitru Popescu Colibași” din Brașov, și a fost câștigată de CSM București. A fost al treilea trofeu de acest fel al echipei bucureștene.

## Echipe participante
În supercupă s-au înfruntat SCM Râmnicu Vâlcea, câștigătoarea Ligii Naționale 2018-2019, și CSM București, câștigătoarea Cupei României 2018-2019.

## Dată
Supercupa României 2018–2019 s-a desfășurat pe data de 25 august 2019, de la ora 17:30, în Sala Sporturilor „Dumitru Popescu Colibași” din Brașov. Regulamentul de desfășurare a competiției a fost publicat pe 1 iulie 2019. La fel ca și în ediția precedentă, întrecerea masculină a avut loc în aceeași zi cu cea feminină, de la ora 14:30, în aceeași sală. Programul accesului suporterilor în sală a fost anunțat pe 24 august.

## Bilete
Biletele și abonamentele au fost puse în vânzare pe data de 15 august 2019, prin intermediul magazinelor și site-urilor de profil, inclusiv pe pagina web oficială a FRH. În ziua meciurilor, ele au fost disponibile și la casele de bilete ale „Dumitru Popescu Colibași”. Prețul biletului pentru un singur meci este de 15 lei, în timp ce costul abonamentului pentru ambele meciuri este de 25 de lei.

## Televizări
Partida a fost transmisă în direct de posturile de televiziune TVR 1 și TVR HD.

## Partidă
Partida a fost arbitrată de cuplul feminin Cristina Năstase (din București) – Simona Stancu (din Buzău), iar observator federal a fost Horațiu Belu din București.
| 25 august 2019 TVR 1, TVR HD17:30 | SCM Râmnicu Vâlcea | 23 – 29 | CSM București | Sala „Dumitru Popescu Colibași”, Brașov Arbitri: Năstase, Stancu |
| 25 august 2019 TVR 1, TVR HD17:30 | Liščević 5         | (14–16) | Pintea 6      | Sala „Dumitru Popescu Colibași”, Brașov Arbitri: Năstase, Stancu |
| 25 august 2019 TVR 1, TVR HD17:30 | 4× 3×              | Cronica | 7× 2×         | Sala „Dumitru Popescu Colibași”, Brașov Arbitri: Năstase, Stancu |

## Statistici
| Actualizat pe 25 august 2019 \| Poz. \| Nume \| Echipă \| Goluri \| \| ---- \| ------------------------ \| ------------------ \| ------ \| \| 1 \| Crina Pintea (ROU) \| CSM București \| 6 \| \| 2 \| Andrea Lekić (SRB) \| CSM București \| 5 \| \| 2 \| Kristina Liščević (SRB) \| SCM Râmnicu Vâlcea \| 5 \| \| 4 \| Asma Elghaoui (TUN) \| SCM Râmnicu Vâlcea \| 4 \| \| 4 \| Irina Glibko (UKR) \| SCM Râmnicu Vâlcea \| 4 \| \| 4 \| Mireya González (SPA) \| SCM Râmnicu Vâlcea \| 4 \| \| 4 \| Nora Mørk (NOR) \| CSM București \| 4 \| \| 8 \| Itana Grbić (MNE) \| CSM București \| 3 \| \| 8 \| Laura Moisă (ROU) \| CSM București \| 3 \| \| 10 \| Andrea Klikovac (MNE) \| CSM București \| 2 \| \| 10 \| Marta López (SPA) \| SCM Râmnicu Vâlcea \| 2 \| \| 10 \| Gabriela Perianu (ROU) \| CSM București \| 2 \| \| 10 \| Samara da Silva (BRA) \| SCM Râmnicu Vâlcea \| 2 \| \| 10 \| Linnea Torstenson (SWE) \| CSM București \| 2 \| \| 15 \| Andreea Adespii (ROU) \| SCM Râmnicu Vâlcea \| 1 \| \| 15 \| Iulia Curea (ROU) \| CSM București \| 1 \| \| 15 \| Denisa Dedu (ROU) \| CSM București \| 1 \| \| 15 \| Ann Grete Nørgaard (DEN) \| SCM Râmnicu Vâlcea \| 1 \| | Jucătoarea competiției (MVP) - Crina Pintea (ROU) (CSM București) Cea mai bună marcatoare (golgheter) - Crina Pintea (ROU) (CSM București, 6 goluri) |                    |        |
| Poz. | Nume | Echipă             | Goluri |
| 1 | Crina Pintea (ROU) | CSM București      | 6      |
| 2 | Andrea Lekić (SRB) | CSM București      | 5      |
| 2 | Kristina Liščević (SRB) | SCM Râmnicu Vâlcea | 5      |
| 4 | Asma Elghaoui (TUN) | SCM Râmnicu Vâlcea | 4      |
| 4 | Irina Glibko (UKR) | SCM Râmnicu Vâlcea | 4      |
| 4 | Mireya González (SPA) | SCM Râmnicu Vâlcea | 4      |
| 4 | Nora Mørk (NOR) | CSM București      | 4      |
| 8 | Itana Grbić (MNE) | CSM București      | 3      |
| 8 | Laura Moisă (ROU) | CSM București      | 3      |
| 10 | Andrea Klikovac (MNE) | CSM București      | 2      |
| 10 | Marta López (SPA) | SCM Râmnicu Vâlcea | 2      |
| 10 | Gabriela Perianu (ROU) | CSM București      | 2      |
| 10 | Samara da Silva (BRA) | SCM Râmnicu Vâlcea | 2      |
| 10 | Linnea Torstenson (SWE) | CSM București      | 2      |
| 15 | Andreea Adespii (ROU) | SCM Râmnicu Vâlcea | 1      |
| 15 | Iulia Curea (ROU) | CSM București      | 1      |
| 15 | Denisa Dedu (ROU) | CSM București      | 1      |
| 15 | Ann Grete Nørgaard (DEN) | SCM Râmnicu Vâlcea | 1      |